# Nikolajewka (Uljanowsk)
Nikolajewka (russisch Никола́евка) ist eine Siedlung städtischen Typs in der Oblast Uljanowsk in Russland mit 6389 Einwohnern (Stand 14. Oktober 2010).

## Geographie
Der Ort liegt etwa 150 km Luftlinie südwestlich des Oblastverwaltungszentrums Uljanowsk an der Kanadeika, einem rechten Zufluss des rechten Wolga-Nebenflusses Sysranka.
Nikolajewka ist Verwaltungszentrum des Rajons Nikolajewski sowie Sitz der Stadtgemeinde Nikolajewskoje gorodskoje posselenije, zu der außerdem die Dörfer Bajewka (5 km südöstlich), Fjodorowka (2 km nördlich), Jelschanka (7 km östlich), Nowaja Petrowka (3 km westlich), Ponika (8 km nordwestlich) und Woldatschi (2 km östlich) sowie die Siedlungen Belokamenka (9 km südöstlich), Lugowoi (8 km östlich) und Nowy (11 km östlich) gehören.

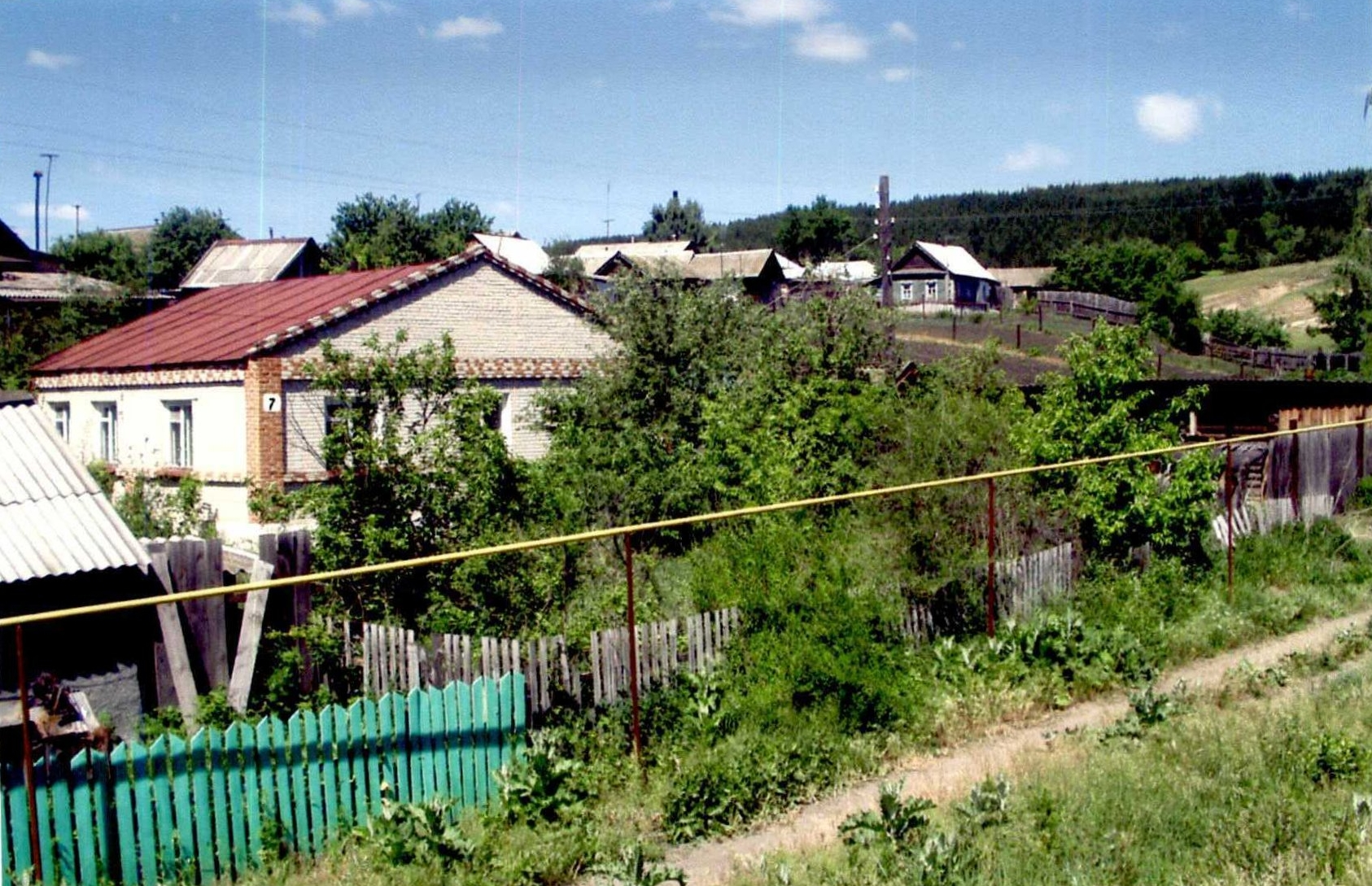
In Nikolajewka
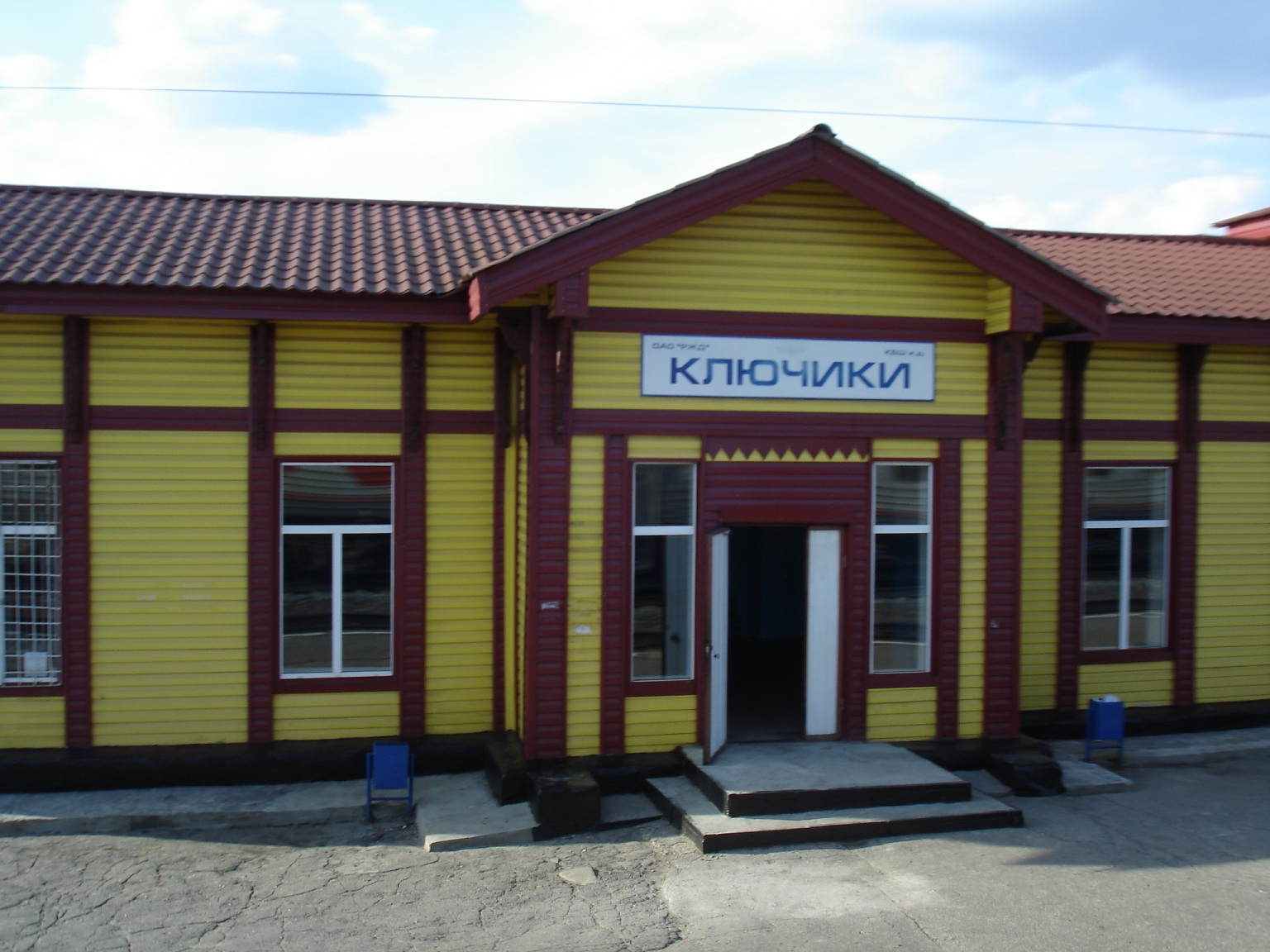
Bahnstation Kljutschiki
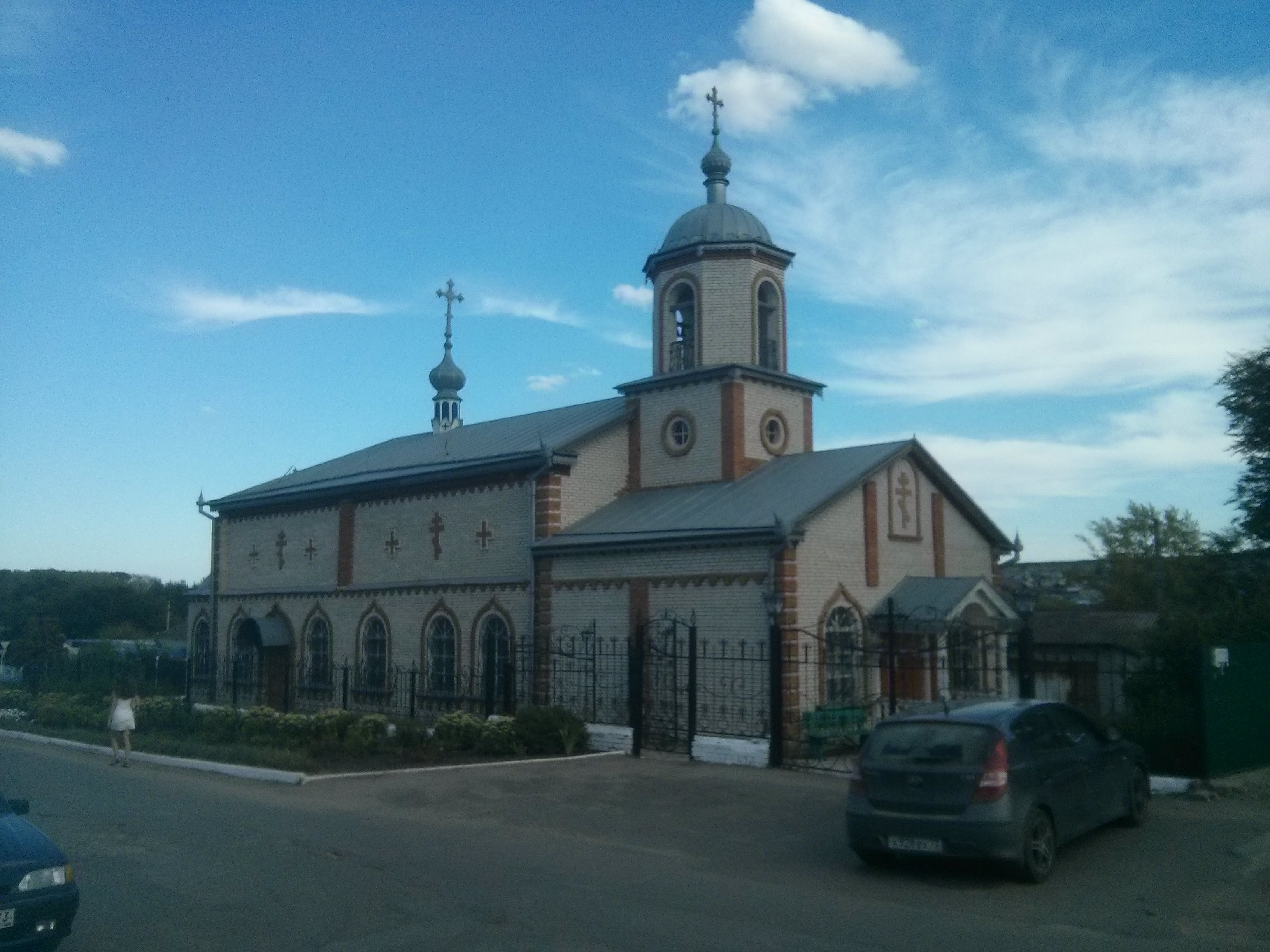
St.-Nikolaus-Kirche

## Geschichte
Der Ort wurde links der Kanadeika zu Beginn des 19. Jahrhunderts vom Grundbesitzer Nikolai Nassakin gegründet und nach dessen Vornamen benannt. Er gehörte zum Ujesd Sysran des Gouvernements Simbirsk. Nach Vorbeiführung der Eisenbahnstrecke Rjaschsk – Sysran in den 1870er-Jahren und der Eröffnung einer Station beim nahen, rechts der Kanadeika gelegenen Dorf Kljutschiki wuchs Nikolajewka mit diesem zusammen.
Am 16. Juli 1928 wurde Nikolajewka Verwaltungssitz eines neu geschaffenen, nach ihm benannten Rajons. 1966 erhielt der Ort den Status einer Siedlung städtischen Typs.

### Bevölkerungsentwicklung
| Jahr | Einwohner |
| ---- | --------- |
| 1859 | 325       |
| 1897 | 768       |
| 1939 | 1307      |
| 1959 | 3880      |
| 1970 | 4590      |
| 1979 | 5438      |
| 1989 | 6434      |
| 2002 | 6476      |
| 2010 | 6389      |

Anmerkung: Volkszählungsdaten

## Verkehr
In Nikolajewka befindet sich die Station Kljutschiki  bei Kilometer 875 der auf diesem Abschnitt 1874 eröffneten und seit 1964 elektrifizierten Bahnstrecke (Moskau –) Rjaschsk – Pensa – Sysran. Eine vorrangig forstwirtschaftlichen Zwecken dienende Schmalspurbahn von Kljutschiki in das knapp 20 km südlich gelegene Dorf Slawkino wurde in den 1970er-Jahren auf Breitspur umgebaut und um das Jahr 2000 stillgelegt.
Am südlichen Rand der Siedlung führt die föderale Fernstraße M5 Moskau – Samara – Tscheljabinsk vorbei. Diese wird in Nikolajewka von der Regionalstraße 73K-1434 gekreuzt, die in südlicher Richtung über das benachbarte Rajonzentrum Pawlowka zur Grenze der Oblast Saratow führt (dort weiter Richtung Wolsk), nach Norden in Richtung Barysch.